# 2021 în sport
2020 în sport — 2021 în sport — 2022 în sport
2021 în sport descrie evenimentele anului în sportul mondial.

## Calendar după lună

### Ianuarie
| Dată                | Sport                          | Loc/Eveniment                                          | Status        | Câștigător |
| ------------------- | ------------------------------ | ------------------------------------------------------ | ------------- | --- |
| 15 decembrie 2020–3 | Darts                          | Campionatul Modial de darts                            | Internațional | Gerwyn Price |
| 25 decembrie 2020–5 | Hochei pe gheață               | Campionatul Modial de juniori de hochei pe gheață      | Internațional | SUA |
| 29 decembrie 2020–6 | Sărituri cu schiurile          | / Turneul celor Patru Trambuline 2020-2021             | Internațional | Kamil Stoch |
| 1–10                | Schi fond                      | / Turul de schi                                        | Internațional | - Masculin: Alexander Bolshunov - Feminin: Jessie Diggins |
| 3–15                | Auto-moto                      | Raliul Dakar                                           | Internațional | - Motociclete: Kevin Benavides - Quad: Manuel Andújar - Mașini: Stéphane Peterhansel - Light Proto: Josef Macháček - ATV: Francisco Contardo - Camioane: Dmitry Sotnikov |
| 9–10                | Bob & Scheleton                | Campionatul European de bob-skeleton                   | Continental   | Germania |
| 9–10                | Sanie                          | Campionatul European de sanie                          | Continental   | Rusia |
| 9–24                | Bowls                          | Campionatul Mondial de bowls în sală                   | Internațional | - Masculin: Mark Dawes - Feminin: Laura Daniels |
| 10–17               | Snooker                        | Masters 2021                                           | Internațional | Yan Bingtao |
| 11–13               | Judo                           | Campionatul Mondial din Qatar                          | Internațional | Franța |
| 13–31               | Handbal                        | Campionatul Mondial de handbal masculin                | Internațional | Danemarca |
| 16–17               | Patinaj viteză                 | Campionatul European de patinaj viteză                 | Continental   | Țările de Jos |
| 22–24               | Bob & Scheleton                | Campionatul Mondial de juniori& U23                    | Internațional | Germania |
| 22–24               | Patinaj viteză pe pistă scurtă | Campionatul European de Patinaj viteză pe pistă scurtă | Continental   | - Masculinn: Semion Elistratov - Feminin: Suzanne Schulting |
| 23                  | Fotbal                         | Copa Sudamericana                                      | Continental   | Defensa y Justicia |
| 27–31               | Badminton                      | Turul Mondial BWF                                      | Internațional | - Masculin: Anders Antonsen - Feminin: Tai Tzu-ying |
| 27–31               | Biatlon                        | Campionatul European din Polonia                       | Continental   | Letonia / Polonia |
| 29–31               | Darts                          | Masters 2021                                           | Internațional | Jonny Clayton |
| 29–31               | Sanie                          | Campionatele Mondiale de la Koenigssee, Germania       | Internațional | Germania |
| 30                  | Fotbal                         | Copa Libertadores                                      | Continental   | Palmeiras |
| 30–31               | Cyclo-cros                     | Campionatul Mondial de cyclo-cros                      | Internațional | - Masculin: Mathieu van der Poel - Feminin: Lucinda Brand |

### Februarie
| Dată        | Sport                         | Loc/Eveniment                                         | Status        | Câștigător |
| ----------- | ----------------------------- | ----------------------------------------------------- | ------------- | --- |
| 2–7         | Tenis                         | Turneul WTA de la Melbourne                           | Internațional | Rusia |
| 4–11        | Fotbal                        | Campionatul Mondial al Cluburilor FIFA                | Internațional | Bayern München |
| 5–14        | Bob & Skeleton                | Campionatele Mondiale de la Altenberg, Germania       | Internațional | Germania |
| 6           | Baschet                       | Cupa Intercontinentală FIBA                           | Internațional | San Pablo Burgos |
| 6–20 martie | Rugby                         | / Turneul celor Șase Națiuni din 2021                 | Continental   | |
| 8–21        | Schi alpin                    | Campionatele Mondiale de la Cortina d'Ampezzo, Italia | Internațional | Austria |
| 8–21        | Tenis                         | Australian Open                                       | Internațional | - Masculin: Novak Djokovic - Feminin: Naomi Osaka |
| 9–14        | Schi nordic                   | Campionatele Mondiale de juniori                      | Internațional | Norvegia |
| 9–16 martie | Schi acrobatic & Snowboarding | / Campionatele Mondiale de freestyle și snowboard     | Internațional | |
| 10–21       | Biatlon                       | Campionatele Mondiale de la Pokljuka, Slovenia        | Internațional | Norvegia |
| 11–14       | Patinaj viteză                | Campionatele Mondiale de patinaj viteză               | Internațional | Țările de Jos |
| 14–6 martie | Fotbal                        | Campionatul African de Tineret                        | Continental   | Ghana |
| 15–20       | Tir cu arcul                  | Campionatele Mondiale IFAA de tir cu arcul            | Internațional | Anulat |
| 16–20       | Badminton                     | Campionatele Europene mixte de badminton              | Continental   | Danemarca |
| 17          | Fotbal                        | Supercupa CAF                                         | Continental   | Amânat |
| 18–28       | Curling                       | Campionatele Mondiale de Curling Junior               | Internațional | Anulat |
| 19–21       | Patinaj viteză                | Campionatele Mondiale de juniori din Japonia          | Internațional | Anulat |
| 20          | Cursă de cai                  | Cupa saudită                                          | Internațional | - Cal: Mishriff - Jockey: David Egan - Antrenor: John Gosden                                                                                            |
| 22–27       | Tir cu arcul                  | Campionatele Europene de tir cu arcul în sală         | Continental   | Anulat |
| 22–28       | Orientare-Schi                | Campionatele Mondiale de la Kääriku, Estonia          | Internațional | Atleți neutri/ Norvegia |
| 22–28       | Snooker                       | Campionatul Jucătorilor                               | Internațional | John Higgins |
| 22–7 martie | Schi nordic                   | Campionatele Mondiale de la Oberstdorf, Germania      | Internațional | Norvegia |
| 25–28       | Golf                          | Campionatele Mondiale de Golf                         | Internațional | Collin Morikawa |
| 26–27       | Curse de Formula              | Diriyah ePrix                                         | Internațional | - Race 1: Nyck de Vries ( Mercedes-EQ) - Race 2: Sam Bird ( [Jaguar Racing)                                                                             |
| 26–28       | Raliu                         | Raliul Arctic                                         | Internațional | - WRC: Ott Tänak & Martin Järveoja ( Hyundai Shell Mobis WRT) - WRC-2: Esapekka Lappi & Janne Ferm ( Movisport) - WRC-3: Teemu Asunmaa & Marko Salminen |
| 27–6 martie | Biatlon                       | Campionatele Mondiale de juniori din Austria          | Internațional | Franța |

### Martie
| Dată               | Sport                          | Loc/Eveniment                                        | Status        | Câștigător |
| ------------------ | ------------------------------ | ---------------------------------------------------- | ------------- | --- |
| 1–9                | Basebal                        | Cupa Mondială feminină de la Tijuana, Mexico         | Internațional | Amânat |
| 3–10               | Schi alpin                     | Campionatele Mondiale de juniori                     | Internațional | Austria |
| 3–20               | Fotbal                         | Cupa Asiei AFC U-20                                  | Continental   | Anulat |
| 5–7                | Patinaj viteză pe pistă scurtă | Campionatele Mondiale de la Dordrecht, Țările de Jos | Internațional | - Masculin: Ungaria Shaoang Liu - Feminin: Țările de Jos Suzanne Schulting                                                                             |
| 5–7                | Darts                          | UK Open                                              | Internațional | Anglia James Wade |
| 5–7                | Atletism                       | Campionatul European de Atletism în sală             | Continental   | Țările de Jos |
| 5–13               | Sailing                        | Campionate Mondiale                                  | Internațional | - Masculin: Suedia - Feminin: Spania - Mixt: Israel |
| 5–21               | Fotbal                         | Copa Libertadores feminină                           | Continental   | Amânat din 25 septembrie–11 octombrie 2020 |
| 6–6 noiembrie 2021 | Rugby                          | Campionatul european de rugby                        | Continental   | |
| 7–13               | Windsurfing                    | Campionatele Europene RS:X                           | Continental   | - Masculin: Kiran Badloe - Feminin: Charline Picon |
| 7–14               | Ciclism                        | Cursa Paris-Nisa                                     | Continental   | Maximilian Schachmann (Bora–Hansgrohe) |
| 10–17              | Sailing                        | Cupa Americii                                        | Internațional | Emirates Team New Zealand |
| 11–14              | Golf                           | Campionatul Jucătorilor                              | Internațional | Justin Thomas |
| 11–19              | Hochei pe iarbă                | Trofeul campionilor asiatici masculini               | Continental   | Amânat |
| 13–14              | Atletism                       | Cupa Europei la aruncări                             | Continental   | Amânat |
| 13–22              | Basebal                        | Cupa Mondială de baseball U-15                       | Internațional | Amânat |
| 18–21              | Telemarc                       | Campionatele Mondiale de telemarc                    | Internațional | Elveția |
| 18–27              | Snowboarding                   | Campionatele Mondiale de juniori FIS                 | Internațional | Rusia |
| 19–21              | Schi fond                      | Finala Cupei Mondiale de schi fond                   | Internațional | Anulat |
| 20                 | Ciclism                        | Cursa Milano–San Remo                                | Internațional | Jasper Stuyven ( Trek–Segafredo) |
| 20–29              | Handbal                        | Campionatul asiatic de handbal masculin juniori      | Continental   | Amânat din 10-21 iulie 2020 |
| 22–28              | Patinaj artistic               | Campionatele Mondiale de la Stockholm, Suedia        | Internațional | - Masculin: Nathan Chen - Feminin: Anna Shcherbakova - Perechi: Anastasia Mishina / Aleksandr Galliamov - Dans: Victoria Sinitsina / Nikita Katsalapov |
| 22–28              | Snooker                        | Tour Championship                                    | Internațional | Neil Robertson |
| 22–28              | Tir cu arcul                   | Campionatele Pan Americane de tit cu arcul           | Continental   | Columbia |
| 23–3 aprilie       | Futsal                         | Campionatul din Kuwait                               | Continental   | Anulat |
| 24–4 aprilie       | Tenis                          | Miami Open                                           | Internațional | - Masculin: Hubert Hurkacz - Feminin: Ashleigh Barty                                                                                                   |
| 26–28              | Gimnastică                     | Campionatele Mondiale de Parkour                     | Internațional | Amânat |
| 27                 | Cursă de cai                   | Cupa Mondială din Dubai                              | Internațional | - Cal: Mystic Guide - Jockey: Luis Saez - Dresor: Michael Stidham                                                                                      |
| 28                 | Curse de Formula               | Bahrain Grand Prix                                   | Internațional | Lewis Hamilton ( Mercedes) |
| 28                 | Curse de motociclete           | Marele Premiu Qatar pentru motociclete               | Internațional | - MotoGP: Maverick Viñales (Monster Energy Yamaha MotoGP) - Moto2: Sam Lowes ( Elf Marc VDS Racing Team) - Moto3: Jaume Masiá ( Red Bull KTM Ajo)      |
| 30–4 aprilie       | Bandy                          | Campionatul Mondial de la Siktivkar, Rusia           | Internațional | Amânat pentru 27 martie – 3 aprilie 2022 |
| 31–6 aprilie       | Hochei pe iarbă                | Trofeul campionilor asiatici feminini                | Continental   | Amânat |
| 31–17 aprilie      | Fotbal                         | Campionatul U-16 din Bahrain                         | Continental   | Anulat |

### Aprilie
| Dată             | Sport                | Loc/Eveniment                                            | Status        | Câștigător |
| ---------------- | -------------------- | -------------------------------------------------------- | ------------- | --- |
| 1–4              | Golf                 | ANA Inspiration                                          | Internațional | Patty Tavatanakit |
| 2–6              | Velodrom             | Campionatele pan-americane de ciclism pe pistă           | Continental   | Amânat pentru 23 – 29 iunie 2021 |
| 2–9              | Handbal pe plajă     | Campionatul asiatic de handbal pe plajă                  | Continental   | Amânat |
| 2–10             | Multi-sport          | Jocurile asiatice pe plajă                               | Continental   | Amânat |
| 2–11             | Curling              | Campionatul mondial de curling masculin, Calgary, Canada | Internațional | Suedia (Skip: Niklas Edin) |
| 3–11             | Scrimă               | Campionatele mondiale de Scrimă juniori                  | Internațional | Rusia |
| 3–11             | Haltere              | Campionatele europene de haltere                         | Continental   | Ucraina |
| 3–25             | Rugby                | / Turneul celor Șase Națiuni (feminin)                   | Continental   | Anglia |
| 4                | Ciclism rutier       | Turul Flandrei                                           | Internațional | Kasper Asgreen ( Deceuninck–Quick-Step) |
| 6–9              | Judo                 | Campionatele de Judo Asia-Pacific                        | Continental   | Coreea de Sud |
| 6–11             | Lupte                | Campionatele africane de lupte                           | Continental   | Amânat |
| 7–14             | Fotbal               | / Recopa Sudamericana                                    | Continental   | Defensa y Justicia |
| 8–11             | Golf                 | Masters Tournament                                       | Internațional | Hideki Matsuyama |
| 9–11             | Canotaj              | Campionatele europene de canotaj                         | Continental   | Marea Britanie |
| 10               | Cursă de cai         | Grand National                                           | Internațional | - Cal: Minella Times - Jockey: Rachael Blackmore - Trainer: Henry de Bromhead |
| 10-11            | Formula              | Rome ePrix                                               | Internațional | - Cursa 1: Jean-Éric Vergne ( DS Techeetah) - Cursa 2: Stoffel Vandoorne ( Mercedes-EQ) |
| 11               | Ciclism rutier       | Paris–Roubaix                                            | Internațional | Amânat pentru 3 octombrie |
| 11–18            | Tenis                | Monte-Carlo Masters                                      | Internațional | Stefanos Tsitsipas |
| 13–18            | Tenis                | Finala Fed Cup                                           | Internațional | Amânat din 14-19 aprilie 2020 |
| 13–18            | Lupte                | Campionatele asiatice de lupte                           | Continental   | - Libere: Iran - Greco-Romane: Iran - Feminin: Mongolia |
| 15–16            | Judo                 | Campionatele pan-americane de judo                       | Continental   | Brazilia |
| 15–18            | Patinaj artistic     | Campionatele mondiale de patinaj artistic pe echipe      | Internațional | Rusia |
| 16–18            | Judo                 | Campionatele europene de judo                            | Continental   | Kosovo |
| 16–25            | Haltere              | Campionatele asiatice de haltere                         | Continental   | China |
| 17–3 mai         | Snooker              | Campionatul Mondial de Snooker din Sheffield, Anglia     | Internațional | Mark Selby |
| 18               | Formula 1            | Marele Premiu al Emiliei-Romagna                         | Internațional | Max Verstappen ( Red Bull Racing) |
| 18–26 septembrie | Indy car racing      | / Campionatul american de curse cu motor                 | Internațional | |
| 19–24            | Haltere              | Campionatele pan-americane de haltere                    | Continental   | Columbia |
| 19–25            | Lupte                | Campionatul european de lupte                            | Continental   | Rusia |
| 19–28            | Șah                  | Turneul candidaților                                     | Internațional | Ian Nepomniachtchi |
| 21–25            | Gimnastică artistică | Campionatele europene de la Basel, Elveția               | Continental   | Rusia |
| 22–25            | Raliu                | Raliul Croației                                          | Internațional | - WRC: Sébastien Ogier & Julien Ingrassia ( Toyota Gazoo Racing WRT) - WRC-2: Mads Østberg & Torstein Eriksen ( TRT World Rally Team) - WRC-3: Kajetan Kajetanowicz & Maciej Szczepaniak - J-WRC: Jon Armstrong & Phil Hall |
| 23–27            | Windsurfing          | Campionate mondiale                                      | Internațional | - Masculin: Kiran Badloe - Feminin: Lilian de Geus |
| 24-25            | Formula              | Valencia ePrix                                           | Internațional | - Cursa 1: Nyck de Vries ( Mercedes-EQ) - Cursa 2: Jake Dennis ( BMW i Andretti Motorsport) |
| 25               | Ciclism rutier       | Liège–Bastogne–Liège                                     | Internațional | Tadej Pogačar ( UAE Team Emirates) |
| 27–2 mai         | Badminton            | Campionatele asiatice de badminton                       | Continental   | Amânat |
| 27–2 mai         | Badminton            | Campionatele auropene de badminton                       | Continental   | - Masculin: Anders Antonsen - Feminin: Carolina Marín |
| 27–2 mai         | Badminton            | Campionatele pan-americane de badminton                  | Continental   | - Masculin: Brian Yang - Feminin: Beiwen Zhang |
| 28–8 mai         | Fotbal pe plajă      | Cupa Asiei, Thailanda                                    | Continental   | Anulat |
| 29–2 mai         | Trambulină           | Campionatele europene din Rusia                          | Continental   | Rusia |
| 30–9 mai         | Curling              | Campionatul mondial de curling feminin                   | Internațional | Amânat din 20-28 martie 2021 |

### Mai
| Dată        | Sport                | Loc/Eveniment                                           | Status        | Câștigător |
| ----------- | -------------------- | ------------------------------------------------------- | ------------- | --- |
| 1–2         | Atletism             | Campionatele Mondiale de ștafete de la Chorzow, Polonia | Internațional | Polonia |
| 1–6         | Sărituri în apă      | Cupa Mondială de sărituri în apă                        | Internațional | Marea Britanie |
| 1–9         | Tenis                | Madrid Open                                             | Internațional | - Masculin: Alexander Zverev - Femnin: Aryna Sabalenka - Dublu masculin: Marcel Granollers/Horacio Zeballos - Dublu feminin: Barbora Krejčíková/Kateřina Siniaková |
| 2           | Formula              | Marele Premiu al Portugaliei                            | Internațional | Lewis Hamilton ( Mercedes) |
| 6–9         | Canoe slalom         | Campionatele Europene de Canoe Slalom                   | Continental   | Cehia |
| 6–22        | Fotbal               | Campionatul European UEFA Under-17                      | Continental   | Anulat din cauza pandemiei COVID-19. |
| 8           | Formula E            | Monaco ePrix                                            | Internațional | António Félix da Costa ( DS Techeetah) |
| 8–30        | Ciclism              | Turul Italiei                                           | Internațional | |
| 9           | Formula              | Marele Premiu al Spaniei                                | Internațional | Lewis Hamilton ( Mercedes) |
| 9–16        | Tenis                | Italian Open                                            | Internațional | - Masculin: Rafael Nadal - Feminin: Iga Świątek |
| 10–23       | Sport nautic         | Campionatele Europene de natație                        | Continental   | Rusia |
| 13–16       | Orientare            | Campionate europene de orientare                        | Continental   | Suedia |
| 16          | Fotbal               | Finala Ligii Campionilor feminin                        | Continental   | Barcelona |
| 16          | Atletism             | Campionatele europene de echipe de mers pe jos          | Continental   | Spania |
| 20–23       | Golf                 | Campionat PGA                                           | Internațional | Phil Mickelson |
| 21–6 iunie  | Hockey pe gheață     | / Campionatul Mondial de Hockey pe gheață               | Internațional | Canada |
| 22–5 iunie  | Tir sportiv          | Campionatele Europene de Tir                            | Continental   | Rusia |
| 23          | Curse de Formula     | Monaco Grand Prix                                       | Internațional | Max Verstappen ( Red Bull Racing-Honda) |
| 26          | Fotbal               | Finala Ligii Campionilor de la Gdańsk, Polonia          | Continental   | Villarreal |
| 27–29       | Gimnastică aerobică  | Campionatele Mondiale de Gimnastică Aerobică            | Internațional | Federația Rusă de Gimnastică |
| 27–29       | Haltere              | Campionate africane de haltere                          | Continental   | Tunisia |
| 29          | Fotbal               | Finala Ligii Campionilor 2021                           | Continental   | Chelsea |
| 29–30       | Atletism             | Campionatele europene de atletism pe echipe             | Continental   | Polonia |
| 29–31       | Atletism             | Campionate sud-americane de atletism                    | Continental   | Brazilia |
| 30–6 iunie  | Street skateboarding | Campionatele Mondiale de Street Skateboarding           | Internațional | - Yuto Horigome - Aori Nishimura |
| 30–13 iunie | Tenis                | Roland Garros                                           | Internațional | - Novak Djokovic - Barbora Krejčíková |
| 31–6 iunie  | Tir cu arcul         | Campionatele Europene în sală                           | Continental   | Rusia |

### Iunie
| Dată        | Sport              | Loc/Eveniment                               | Status        | Câștigător                                                    |
| ----------- | ------------------ | ------------------------------------------- | ------------- | ------------------------------------------------------------- |
| 3–6         | Canoe sprint       | Campionatele Europene de Canoe Sprint       | Continental   | Ungaria                                                       |
| 4–13        | Gimnastică         | Campionatele Panamericane de gimnastică     | Continental   | Brazilia                                                      |
| 5           | Atletism           | Cupa europeană de 10.000 m                  | Continental   | - Morhad Amdouni - Eilish McColgan                            |
| 5           | Cursă de cai       | Epsom Derby                                 | Internațional | - Cal: Adayar - Jockey: Adam Kirby - Trainer: Charlie Appleby |
| 6–13        | Judo               | Campionatele Mondiale de Judo               | Internațional | Japonia                                                       |
| 8–10        | Gimnastică ritmică | Campionatele asiatice de gimnastică ritmică | Continental   | Uzbekistan                                                    |
| 8–14        | Pentatlon modern   | Campionatele Mondiale de pentatlon modern   | Internațional | Ungaria                                                       |
| 9–13        | Gimnastică ritmică | Campionatele europene de gimnastică ritmică | Continental   | Rusia                                                         |
| 11–11 iulie | Fotbal             | UEFA Euro 2020                              | Continental   | Italia                                                        |
| 13–10 iulie | Fotbal             | / Copa América                              | Continental   | Argentina                                                     |
| 16–18       | Taekwondo          | Campionatele asiatice de taekwondo          | Continental   | Coreea de Sud                                                 |
| 17–20       | Golf               | U.S. Open                                   | Internațional | Jon Rahm                                                      |
| 20          | Curse de Formula   | French Grand Prix                           | Internațional | Max Verstappen ( Red Bull Racing-Honda)                       |
| 22–27       | Tenis de masă      | Campionatele Europene din Polonia           | Continental   | - Timo Boll - Petrissa Solja                                  |
| 26–18 iulie | Ciclism            | Turul Franței                               | Internațional | Tadej Pogačar ( UAE Team Emirates)                            |
| 28–11 iulie | Tenis              | Wimbledon                                   | Internațional | - Novak Djokovic - Ashleigh Barty                             |

### Iulie
| Dată        | Sport                 | Loc/Eveniment                                  | Status        | Câștigător                                  |
| ----------- | --------------------- | ---------------------------------------------- | ------------- | ------------------------------------------- |
| 2–4         | Gimnastică acrobatică | Campionatele Mondiale de gimnastică acrobatică | Internațional | Federația Rusă de Gimnastică                |
| 3–9         | Orientare             | Campionatele Mondiale de Orientare             | Internațional | Suedia                                      |
| 5–8         | Înot cu labele        | Campionatele Mondiale de înot cu labele        | Internațional | Federația Rusă Subacvatică                  |
| 5–11        | Pentatlon modern      | Campionatele Europene de pentatlon modern      | Continental   | Ungaria                                     |
| 6–11        | Canoe slalom          | Campionatele Mondiale de juniori și U23        | Internațional | Cehia                                       |
| 6–11        | Înot sportiv          | Campionatele Europene de înot junior           | Continental   | Rusia                                       |
| 8–11        | Atletism              | Campionatele Europene de Atletism U23          | Continental   | Italia                                      |
| 12–3 august | Șah                   | Cupa Mondială de Șah Feminin                   | Internațional | Alexandra Kosteniuk                         |
| 12–6 august | Șah                   | Cupa Mondială de Șah                           | Internațional | Jan-Krzysztof Duda                          |
| 13–18       | Handbal pe plajă      | Campionatul European de handbal pe plajă       | Continental   | - Masculin: Format:Bh - Feminin: Format:Bhw |
| 15–18       | Golf                  | Open-ul britanic                               | Internațional | Collin Morikawa                             |
| 17–25       | Darts                 | World Matchplay                                | Internațional | Peter Wright                                |
| 18          | Formula 1             | Marele Premiu al Marii Britanii                | Internațional | Lewis Hamilton ( Mercedes)                  |
| 23–8 august | Jocuri Olimpice       | Jocurile Olimpice de la Tokyo                  | Internațional | Statele Unite ale Americii                  |

### August
| Dată        | Sport           | Loc/Eveniment                                | Status        | Câștigător                                                                   |
| ----------- | --------------- | -------------------------------------------- | ------------- | ---------------------------------------------------------------------------- |
| 5–15        | Handbal         | Campionatul European feminin de handbal U-17 | Continental   | Ungaria                                                                      |
| 6–15        | Atletism        | Campionatele Mondiale de la Oregon, SUA      | Internațional | Amânat în 15–24 iulie 2022                                                   |
| 8–15        | Tenis           | Canadian Open                                | Internațional | - Masc.: Daniil Medvedev - Fem.: Camila Giorgi                               |
| 11          | Fotbal          | Supercupa Europei 2021                       | Continental   | Chelsea                                                                      |
| 11–15       | Volei pe plajă  | Campionatele Europene de volei pe plajă      | Continental   | - Masc.: Anders Mol / Christian Sørum - Fem.: Nina Betschart / Tanja Hüberli |
| 14–5 sept.  | Ciclism         | Turul Spaniei                                | Internațional | Primož Roglič ( Jumbo–Visma)                                                 |
| 14–2 oct.   | Rugby           | / Campionatul de rugby                       | Internațional | Noua Zeelandă                                                                |
| 16–22       | Tenis           | Cincinnati Masters                           | Internațional | - Masc.: Alexander Zverev - Fem.: Ashleigh Barty                             |
| 18–4 sept.  | Volei           | / Campionatul European de volei feminin      | Continental   | Italia                                                                       |
| 24–5 sept.  | Jocuri Olimpice | Jocuri Paralimpice                           | Internațional | China                                                                        |
| 25–29       | Mountain-bike   | Campionatele Mondiale din Italia             | Internațional | Franța                                                                       |
| 26–29       | Biatlon de vară | Campionatele Mondiale din Cehia              | Internațional | Cehia                                                                        |
| 30–12 sept. | Tenis           | US Open                                      | Internațional | - Masc.: Daniil Medvedev - Fem.: Emma Raducanu                               |
| 31–5 sept.  | Ciclism         | Turul Ciclist al României                    | Național      | Jakub Kaczmarek                                                              |

### Septembrie
| Dată      | Sport             | Loc/Eveniment                                         | Status        | Câștigător                                                      |
| --------- | ----------------- | ----------------------------------------------------- | ------------- | --------------------------------------------------------------- |
| 1–5       | Volei             | Campionatul sud-american de volei masculin            | Continental   | Brazilia                                                        |
| 1–19      | Volei             | / Campionatul European masculin de volei              | Continental   | Italia                                                          |
| 4–5       | Canotaj           | Campionatele Europene de canotaj U23                  | Continental   | România                                                         |
| 5         | Formula 1         | Marele Premiu al Țărilor de Jos                       | Internațional | Max Verstappen ( Red Bull Racing-Honda)                         |
| 7–12      | Dresaj            | Campionatele Europene de dresaj                       | Continental   | Germania                                                        |
| 7–12      | Înot sincron      | Campionatele Europene de înot artistic pentru tineret | Continental   | Rusia                                                           |
| 8–12      | Ciclism rutier    | Campionatele Europene de ciclism rutier               | Continental   | Italia                                                          |
| 8–19      | Inline hockey     | Campionatele Mondiale de hochei inLine                | Internațional | Masc.: Cehia Fem.: Franța                                       |
| 9–12      | Darts             | Cupa Mondială de Darts PDC                            | Internațional | Scoția (Peter Wright & John Henderson)                          |
| 10–12     | 3x3 basketbal     | Cupa Europei FIBA 3x3                                 | Internațional | - Masc.: Serbia - Fem.: Spania                                  |
| 12–19     | Volei             | Campionatul asiatic de volei masculin                 | Continental   | Iran                                                            |
| 15–21     | Cățărare sportivă | Campionatul European de cățărare sportivă             | Internațional | Japonia                                                         |
| 16–19     | Canoe sprint      | Campionatele Mondiale din Danemarca                   | Internațional | Canoe sprint: Ungaria Paracanoe: Marea Britanie                 |
| 17        | Ironman           | Campionatul Mondial 70.3 Ironman                      | Internațional | - Masc.: Gustav Iden - Fem.: Lucy Charles                       |
| 18–19     | Tenis de masă     | Europe Top 16                                         | Continental   | - Masc.: Patrick Franziska - Fem.: Nina Mittelham               |
| 18–16 oct | Rugby             | Cupa Mondială feminină din Noua Zeelandă              | Internațional | Amânat pentru 8 octombrie –12 noiembrie 2022                    |
| 19–26     | Ciclism           | Campionatele Mondiale de șosea din Belgia             | Internațional | Italia                                                          |
| 20–26     | Tenis             | Bucharest Challenger 2021                             | Internațional | - Simplu: Jiří Lehečka - Dublu: Ruben Gonzales / Hunter Johnson |
| 20–30     | Tir sportiv       | Campionatele Mondiale de tir sportiv                  | Internațional | Amânat                                                          |
| 22–26     | Canoe slalom      | Campionatele Mondiale din Slovacia                    | Internațional | Franța                                                          |
| 22–26     | Canoe coborâre    | Campionatele Mondiale din Slovacia                    | Internațional | Franța                                                          |
| 24–26     | Tenis             | Cupa Laver 2021                                       | Internațional | Europa                                                          |
| 24–3 oct  | Baseball          | Cupa Mondială U-23                                    | Internațional | Venezuela                                                       |
| 25–26     | Triatlon          | Campionatele Europene de triatlon                     | Continental   | - Masc.: Dorian Coninx - Fem.: Julie Derron                     |
| 26        | Formula 1         | Marele Premiu al Rusiei                               | Internațional | Lewis Hamilton ( Mercedes)                                      |
| 26        | Maraton           | Berlin Marathon                                       | Internațional | - Masc.: Guye Adola - Fem.: Gotytom Gebreslase                  |
| 26–3 oct  | Badminton         | Cupa Sudirman                                         | Internațional | China                                                           |
| 28–3 oct  | Tenis de masă     | Campionatele Europene de tenis de masă                | Continental   | - Masc.: Germania - Fem.: Germania                              |

### Octombrie
| Dată       | Sport                | Loc/Eveniment                                        | Status        | Câștigător                                                                        |
| ---------- | -------------------- | ---------------------------------------------------- | ------------- | --------------------------------------------------------------------------------- |
| 2          | Mountain bike        | Campionatele Mondiale de mountain bike maraton       | Internațional | - Masc.: Andreas Seewald - Fem.: Mona Mitterwallner                               |
| 2–8        | Rachetomodelism      | Campionatele Mondiale de Rachetomodelism de la Buzău | Internațional | Slovacia                                                                          |
| 2–10       | Wrestling            | Campionatele Mondiale de la Oslo, Norvegia           | Internațional | - Masculin greco-romane: Rusia - Masculin libere: Rusia - Feminin libere: Japonia |
| 3          | Cursă de cai         | Prix de l'Arc de Triomphe                            | Internațional | - Cal: Torquator Tasso - Jockey: René Piechulek - Antrenor: Marcel Weiß           |
| 3          | Ciclism rutier       | Cursa Paris–Roubaix                                  | Internațional | Sonny Colbrelli ( Team Bahrain Victorious)                                        |
| 3          | Maraton              | London Marathon                                      | Internațional | - Masc.: Sisay Lemma - Fem.: Joyciline Jepkosgei                                  |
| 3–9        | Darts                | Marele Premiu Mondial                                | Internațional | Jonny Clayton                                                                     |
| 5–9        | Velodrom             | Campionatele Europene UEC pe pistă                   | Continental   | Țările de Jos                                                                     |
| 6–10       | Fotbal               | Turneul Final al Ligii Națiunilor                    | Continental   | Franța                                                                            |
| 6–10       | Judo                 | Campionatele Mondiale de Judo Juniori                | Internațional | Georgia                                                                           |
| 9          | Ciclism rutier       | Turul Lombardiei                                     | Internațional | Tadej Pogačar ( UAE Team Emirates)                                                |
| 10         | Formula 1            | Marele Premiu al Turciei                             | Internațional | Valtteri Bottas ( Mercedes)                                                       |
| 10         | Maraton              | Chicago Marathon                                     | Internațional | - Masc: Seifu Tura - Fem.: Ruth Chepngetich                                       |
| 14–17      | Darts                | Campionatul European de darts                        | Internațional | Rob Cross                                                                         |
| 17         | Maraton              | Tokyo Marathon                                       | Internațional | Amânat pentru 6 martie 2022                                                       |
| 17–24      | Canotaj              | Campionatele Mondiale de Canotaj din China           | Internațional | Anulat                                                                            |
| 18–24      | Gimnastică artistică | Campionatele Mondiale din Japonia                    | Internațional | China                                                                             |
| 23–27 nov. | Rugby                | Cupa Mondială de Rugby                               | Internațional | Amânat pentru 15 octombrie-19 noiembrie 2022                                      |
| 25–31      | Tenis                | Transylvania Open 2021                               | Internațional | - Simplu: Anett Kontaveit - Dublu: Irina Bara / Ekaterine Gorgodze                |
| 27–31      | Gimnastică ritmică   | Campionatele Mondiale din Japonia                    | Internațional | Federația Rusă de Gimnastică Ritmică                                              |

### Noiembrie
| Dată           | Sport                    | Loc/Eveniment                                                               | Status        | Câștigător                                                                  |
| -------------- | ------------------------ | --------------------------------------------------------------------------- | ------------- | --------------------------------------------------------------------------- |
| 1–6            | Tenis                    | Billie Jean King Cup                                                        | Internațional | Federația Rusă de Tenis                                                     |
| 1–7            | Tenis                    | Paris Masters 2021                                                          | Internațional | Novak Djokovic                                                              |
| 2–6            | Fotbal pe plajă          | Cupa Intercontinentală de fotbal pe plajă Avansat Caractere speciale Ajutor | Internațional | Rusia                                                                       |
| 2–7            | Înot sportiv             | Campionatul European de natatie în bazin scurt                              | Continental   | Rusia                                                                       |
| 7              | Maraton                  | New York City Marathon                                                      | Internațional | - Masc.: Albert Korir - Fem.: Peres Jepchirchir                             |
| 9–13           | Tenis                    | Next Generation ATP Finals                                                  | Internațional | Carlos Alcaraz                                                              |
| 9–27           | Rugby                    | Cupa Mondială de Rugby feminin                                              | Internațional | Amânat pentru 15 octombrie–19 noiembrie 2022                                |
| 10–17          | Tenis                    | WTA Finals 2021                                                             | Internațional | - Simplu: Garbiñe Muguruza - Dublu: Barbora Krejčíková & Kateřina Siniaková |
| 11–26          | Rugby in scaun cu rotile | Cupa Mondială de rugby in scaun cu rotile                                   | Internațional | Amânat pentru 15 octombrie–19 noiembrie 2022                                |
| 14–21          | Tenis                    | ATP Finals 2021                                                             | Internațional | - Simplu: Alexander Zverev - Dublu: Pierre-Hugues Herbert & Nicolas Mahut   |
| 16–21          | Karate                   | Campionatele Mondiale din Emiratele Arabe Unite                             | Internațional | Japonia                                                                     |
| 20–28          | Multi-sport              | Jocurile Asiatice de tineret                                                | Continental   | Amânat pentru 20–28 decembrie 2022                                          |
| 21–2 decembrie | Multi-sport              | Jocurile Asiatice de Sud-est                                                | Regional      | Amânat pentru 12–23 mai 2022                                                |
| 23–29          | Tenis de masă            | Campionatele Mondiale de tenis de masă                                      | Internațional | - Masc.: Fan Zhendong - Fem.: Wang Manyu                                    |
| 23–5 dec.      | Snooker                  | UK Championship                                                             | Internațional | Zhao Xintong                                                                |
| 24–3 dec.      | Skanderbeg               | Campionatul Mondial de skanderbeg                                           | Internațional | Kazahstan                                                                   |
| 24–10 dec.     | Șah                      | Campionatul Mondial de șah                                                  | Internațional | Magnus Carlsen                                                              |
| 25–5 dec.      | Tenis                    | Finala Cupei Davis                                                          | Internațional | Rusia                                                                       |
| 27–5 dec.      | Floorball                | Campionatele Mondiale de Floorball feminin                                  | Internațional | Suedia                                                                      |
| 29–6 dec.      | Racquetball              | Campionatele Mondiale de racquetball                                        | Internațional | - Masc.: Alejandro Landa - Fem.: Paola Longoria                             |

### Decembrie
| Dată               | Sport            | Loc/Eveniment                                                  | Status        | Câștigător                                    |
| ------------------ | ---------------- | -------------------------------------------------------------- | ------------- | --------------------------------------------- |
| 1–19               | Handbal          | Campionatul Mondial din Spania                                 | Internațional | Norvegia                                      |
| 2–8                | Tenis de masă    | Campionatulele Mondiale de juniori de tenis de masă            | Internațional | Japonia                                       |
| 3–11               | Floorball        | Campionatele Mondiale masculine din Finlanda                   | Internațional | Suedia                                        |
| 5                  | Formula 1        | Marele Premiu al Arabiei Saudite din 2021                      | Internațional | Lewis Hamilton ( Mercedes)                    |
| 5–19               | Multi-sport      | Jocurile central-americane                                     | Regional      | Amânat pentru 4–19 noiembrie 2022             |
| 6–9                | Spoturi aeriene  | Campionatul Mondial FAI F1D interior pentru modele de aeronavă | Internațional |                                               |
| 7–17               | Haltere          | Campionatele Mondiale de haltere                               | Internațional | Coreea de Sud                                 |
| 11–18              | Multi-sport      | Festivalul olimpic de tineret european                         | Continental   | Amânat pentru 20–25 martie 2022               |
| 11–21              | Multi-sport      | Universiadă                                                    | Internațional | Anulat                                        |
| 12–19              | Badminton        | Campionatele Mondiale BWF                                      | Internațional | - Masc.: Loh Kean Yew - Fem.: Akane Yamaguchi |
| 13–19              | Snooker          | World Grand Prix                                               | Internațional | Ronnie O'Sullivan                             |
| 16–21              | Înot sportiv     | Campionatele Mondiale (25 m) de la Abu Dhabi                   | Internațional | Statele Unite ale Americii                    |
| 26–5 ianuarie 2022 | Hochei pe gheață | Campionatele Mondiale de juniori                               | Internațional | Anulat                                        |